# Globivalvulinidae
Globivalvulinidae es una familia de foraminíferos bentónicos cuyos taxones se han incluido tradicionalmente en la familia Biseriamminidae, de la superfamilia Palaeotextularioidea, del suborden Fusulinina y del orden Fusulinida. Su rango cronoestratigráfico abarca desde el Tournaisiense superior (Carbonífero inferior) hasta el Changhsingiense (Pérmico superior).

## Discusión
Clasificaciones más recientes incluyen Globivalvulinidae en la superfamilia Biseriamminoidea o en la superfamilia Globivalvulinoidea, del suborden Endothyrina, del orden Endothyrida, de la subclase Fusulinana y de la clase Fusulinata.

## Clasificación
Globivalvulinidae incluye a las siguientes subfamilias y géneros:
- Subfamilia Globivalvulininae
  - Admiranda †
  - Charliella †
  - Dzhamansorina †
  - Globivalvulina †
  - Koktjubina †
  - Labioglobivalvulina †
  - Retroseptellina †
  - Tenebrosella †
  - Ulanbela †
  - Verispira †
- Subfamilia Dagmaritinae
  - Bidagmarita †
  - Crescentia †
  - Dagmarita †
  - Labiodagmarita †
  - Louisettita †, también considerado en la subfamilia Louisettitinae
  - Sengoerina †
- Subfamilia Paradagmaritinae
  - Paradagmacrusta †
  - Paradagmarita †
  - Paradagmaritella †
  - Paradagmaritopsis †
  - Paremiratella †
- Subfamilia Paraglobivalvulininae
  - Paraglobivalvulina †
  - Paraglobivalvulinoides †
  - Septoglobivalvulina †
  - Urushtenella †

En Globivalvulinidae también se ha considerado la siguiente subfamilia:
- Subfamilia Koktjubininae, también incluido en la familia Koktjubinidae, agrupando a los siguientes géneros:[5][6]
  - Admiranda †
  - Dzhamansorina †
  - Koktjubina †
  - Ulanbela †

Otro género considerado en Globivalvulinidae es:
- Danielita † de la subfamilia Dagmaritinae